# Franz Xaver Stoll

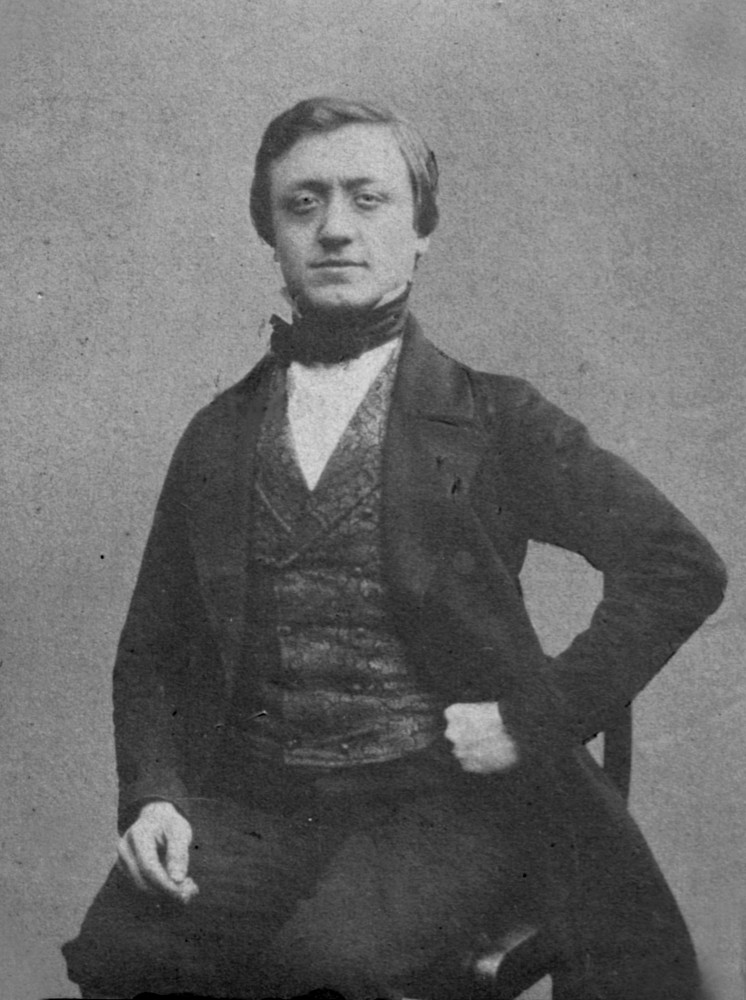
Franz Xaver Stoll 1856

Franz Xaver Maria Johann Nepomuk Anton Stoll (* 8. Oktober 1834 in Mainz; † 8. Januar 1902 in Bensheim) war ein deutscher Pädagoge und zwischen 1857 und 1893 Gymnasiallehrer am Alten Kurfürstlichen Gymnasium Bensheim.

## Leben
Franz Xaver Stoll wurde als Sohn des bischöflichen Dotationsrechners Johann Engelbert Stoll (1802–1854) und Franziska Christina Stoll, geborene Clemenz (1807–1845) geboren. Er ist Vater des Bensheimer Lehrers, Heimatforschers und Lokalpolitikers Joseph Stoll.
Nach seiner Schulzeit am Gymnasium in Mainz studierte er in Bonn und Gießen zuerst Klassische Philologie, dann Mathematik und Naturwissenschaften.
Sein Studium war geprägt durch zwei schwere Schicksalsschläge, die seine Ausbildung verzögerten und gefährdeten. Kaum hatte er im Alter von 20 Jahren die Universität Bonn bezogen und mit seinen Studien begonnen, verstarb sein Vater, und Stoll musste nach Mainz zurückkehren, um die väterlichen Geschäfte zu regeln. Um sein Studium fortsetzen zu können, vertraute er sein Erbe einer ihm bekannten Familie zur Verwaltung an und kehrte nach Bonn zurück. Im Verlauf seiner Studienzeit in Bonn erkrankte er schwer und lebensgefährlich an Typhus. Während seiner Erkrankung wurde er durch seine Wirtsleute seiner Habe, vornehmlich des Erbes seiner Mutter, beraubt und musste nach seiner Genesung geschwächt nach Mainz zurückkehren, um dort festzustellen, dass die Verwalter seines Erbes in Konkurs geraten waren und er auch das väterliche Erbe durch Pfändung gänzlich verloren hatte. Mittellos kehrte er zurück und schloss sein Studium ab.

Promotionsurkunde Franz Xaver Stolls 1857

1856 trat er seinen Dienst als Akzessist am Gymnasium in Gießen an und promovierte 1857. Noch im selben Jahr, am 30. April 1857, wurde er mit einer provisorischen Verwaltung einer Lehrstelle am Gymnasium in Bensheim betraut. Erst am 10. Februar 1865 erhielt er eine Festanstellung.
Stolls Studium in Klassischer Philologie und den Naturwissenschaften ermöglichten ihm, in allen Jahrgangsstufen des Gymnasiums in den Fächern Deutsch, Latein, Griechisch, Geographie, Mathematik und Naturkunde (Physik; Biologie) zu unterrichten.  Er verfasste sehr viele der damals zum Abschluss des Schuljahres und der Prüfungen in den sog. Rede-Acten zu findenden wissenschaftlichen Abhandlungen, diese sowohl über philologische als auch über naturwissenschaftliche Inhalte.

Verleihungsurkunde Großherzoglicher Verdienstorden – Ritterkreuz des Philippsorden 1. Klasse

Für das Bensheimer Gymnasium brachte Stoll die Stärkung des naturwissenschaftlichen Unterrichts, wobei er dabei nicht auf die zur Anschaffung von Unterrichtsmaterialien nötige Vorgehensweise achtete, sondern nach unterrichtlichen Notwendigkeiten und Bedarf handelte. Generell schienen ihm vorgefertigte Meinungen und Vorgehensweisen suspekt, zeugt doch eine Auseinandersetzung mit dem Klerus, ausgelöst durch seine moderne, wissenschaftlich orientierte Auslegung der Erdgeschichte – „Religionswidrige Äußerungen des Dr. Stoll vor den Schülern 1863“ – von seiner fortschrittlichen Orientierung.
Bis zu seinem Tode lieferte er regelmäßig Beiträge zu mathematischen Zeitschriften in Deutschland, Frankreich und England, so z. B. an die mathematischen Annalen von „Clebsch und Neumann“, an die „Zeitschrift für Mathematik und Physik von Schlömilch und Cantor“. In J.C.V Hoffmanns „Zeitschrift für mathematischen und naturwissenschaftlichen Unterricht“ hat er bis zum Jahre 1898 nicht weniger als 95 Aufgaben eingesandt. Nur zwei Gelehrte lieferten mehr Beiträge: Schlömilch mit 167 und Dr. Emmerich (Mülheim an der Ruhr) mit 122 Aufgaben. Indessen enthält noch die letzte Nummer dieser Fachschrift 14 Beiträge von Stoll. Mit Hoffmann, Emmerich und Müsebeck gab er im Jahre 1898 die „Sammlung der Aufgaben des Aufgaben-Repertoriums der ersten 25 Bände“ genannter Zeitschrift heraus. Er unterhielt Kontakte zu vielen europäischen und nordamerikanischen Wissenschaftlern, und seine Abhandlungen wurden in englischen und französischen Fachzeitschriften, z. B. dem „L’intermediare des Mathematiciens“, den „Proceedings of the Edinburgh Mathematical Society“ sowie in der von der Londoner Mathematischen Gesellschaft herausgebrachten Zeitschrift, veröffentlicht.
Sein pädagogisches Vorgehen, an dem er festhielt, wurde in Fachkreisen diskutiert.  Sein Schulbuch Anfangsgründe der neueren Geometrie für die oberen Klassen von Gymnasien und Realschulen, 1872 veröffentlicht, orientiert sich an handlungs- und schülerorientierten Grundsätzen.
Im März 1882 wurde ihm der Titel „Professor“ und am 19. Juli 1893 das Ritterkreuz des Philippsordens 1. Klasse verliehen. Am 1. August 1893 wurde er auf eigenes Drängen unter Anerkennung treuer Dienste in den Ruhestand versetzt.
Stoll heiratete am 4. August 1874 Katharina Stoll, geborene Mohr. Er hatte mehrere Kinder, die, bis auf seinen Sohn Joseph Stoll, bereits als Kinder verstarben.
Franz Xaver Stoll erlitt an Weihnachten 1901 einen Schlaganfall, von dem er sich nicht mehr erholte und an dem er am 8. Januar 1902 verstarb.

## Monographie
- Anfangsgründe der neueren Geometrie für die oberen Klassen von Gymnasien und Realschulen, Bensheim 1872.

## Veröffentlichungen (Auswahl)
- De versu Saturnio, Bensheim 1860.
- Mathematisch-physikalische Miscellen, Mainz 1873.
- Neue Beiträge zum Problem des Apollonius, Darmstadt 1874.
- Neue Beiträge zum Problem des Apollonius, Zweiter Theil, Darmstadt, 1875.
- Mathematisch-physikalische Miscellen, Zweite Folge, Darmstadt, 1876.
- Die Hauptaufgaben der sphärischen Trigonometrie, 1879.
- Das Problem der kürzesten Dämmerung, Leipzig 1883.
- Über sphärische Vielecke, die einem Kreise eingeschrieben und einem anderen Kreise umgeschrieben sind, Leipzig 1884.
- Über einige Sätze J. Steiner's, Leipzig 1888.
- Einige Methoden der Bestimmungen der Brennpunkts-Coordinaten und Achsengleichungen eines Kegelschnitts in trimetrischen Coordinaten, Leipzig 1893.